# Patrick Cooney
Patrick Mark (Paddy) Cooney (irl. Pádraig Ó Cuana; ur. 2 marca 1931 w Dublinie) – irlandzki prawnik i polityk, działacz Fine Gael, Teachta Dála i senator, minister w różnych resortach, eurodeputowany III kadencji.

## Życiorys
Przez pięć lat służył w wojsku. Ukończył prawo na University College Dublin, po czym praktykował w zawodzie prawnika. Zaangażował się w działalność polityczną w ramach Fine Gael, wchodził w skład władz krajowych tego ugrupowania.
W latach 60. bez powodzenia kandydował do Dáil Éireann. Mandat poselski uzyskał w wyborach uzupełniających w 1970. Utrzymał go w 1973, jednak utracił w 1977. Został wówczas powołany w skład Seanad Éireann. W 1981 powrócił do niższej izby irlandzkiego parlamentu, z powodzeniem ubiegając się o reelekcję w wyborach w lutym 1982, listopadzie 1982 i w 1987.
Od marca 1973 do lipca 1977 sprawował urząd ministra sprawiedliwości. Od czerwca 1981 do marca 1981 był ministrem transportu oraz ministrem poczty i telegrafów. W grudniu 1982 objął stanowisko ministra obrony, które zajmował do lutego 1986. Następnie do marca 1987 pełnił funkcję ministra edukacji.
W latach 1989–1994 zasiadał w Parlamencie Europejskim III kadencji, był m.in. członkiem frakcji chadeckiej.